# Epumalanga
Epumalanga is een plaats in de Zuid-Afrikaanse provincie KwaZoeloe-Natal.
Epumalanga telt ongeveer 62.400 inwoners.